# Indigofera bemarahaensis
Indigofera bemarahaensis är en ärtväxtart som beskrevs av Du Puy och Jean-Noël Labat. Indigofera bemarahaensis ingår i släktet indigosläktet, och familjen ärtväxter. Inga underarter finns listade i Catalogue of Life.